# حريق منجم سنتراليا

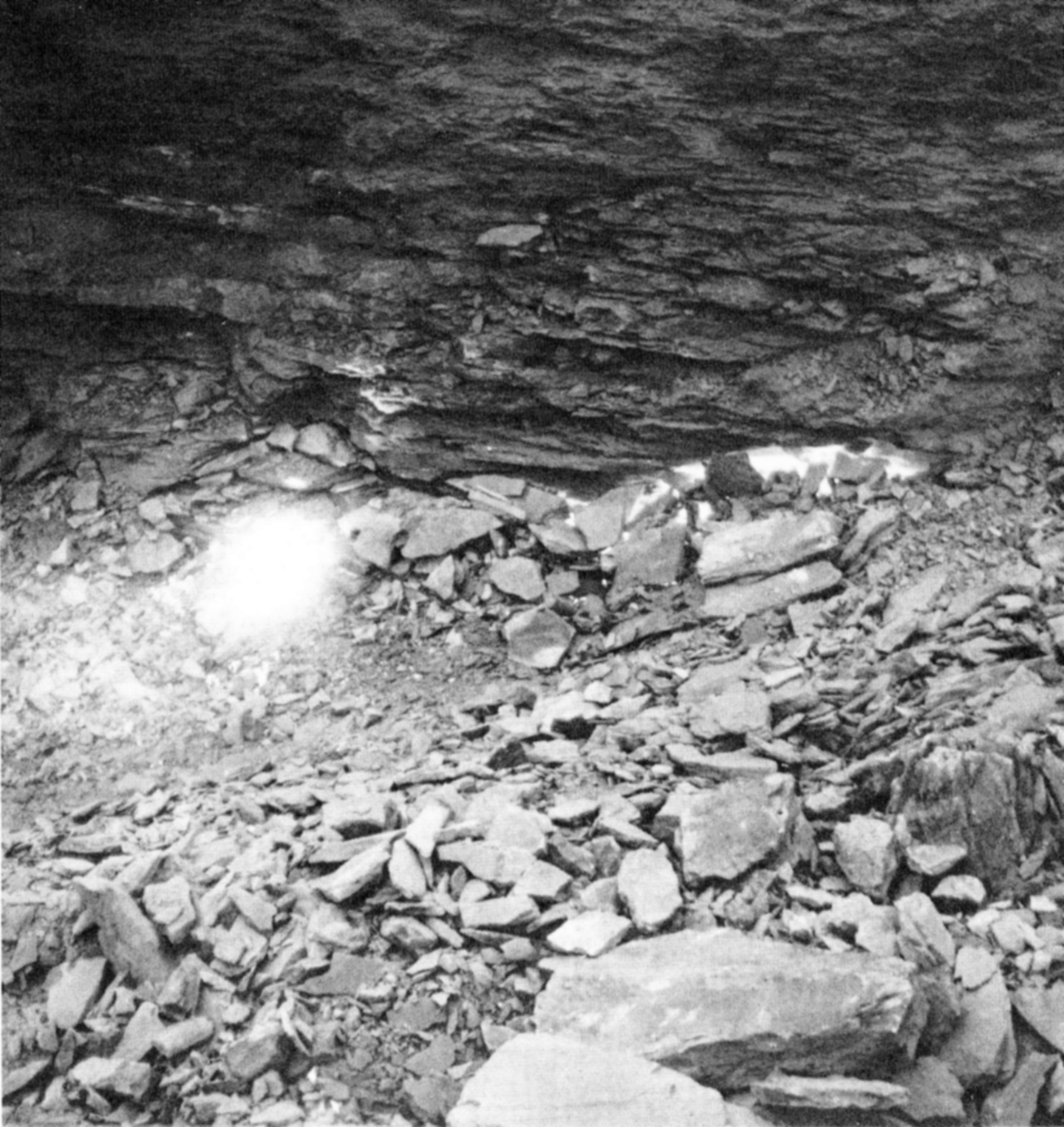
جزء صغير من حريق منجم سنتراليا تم كشفه أثناء أعمال الحفر سنة 1969.

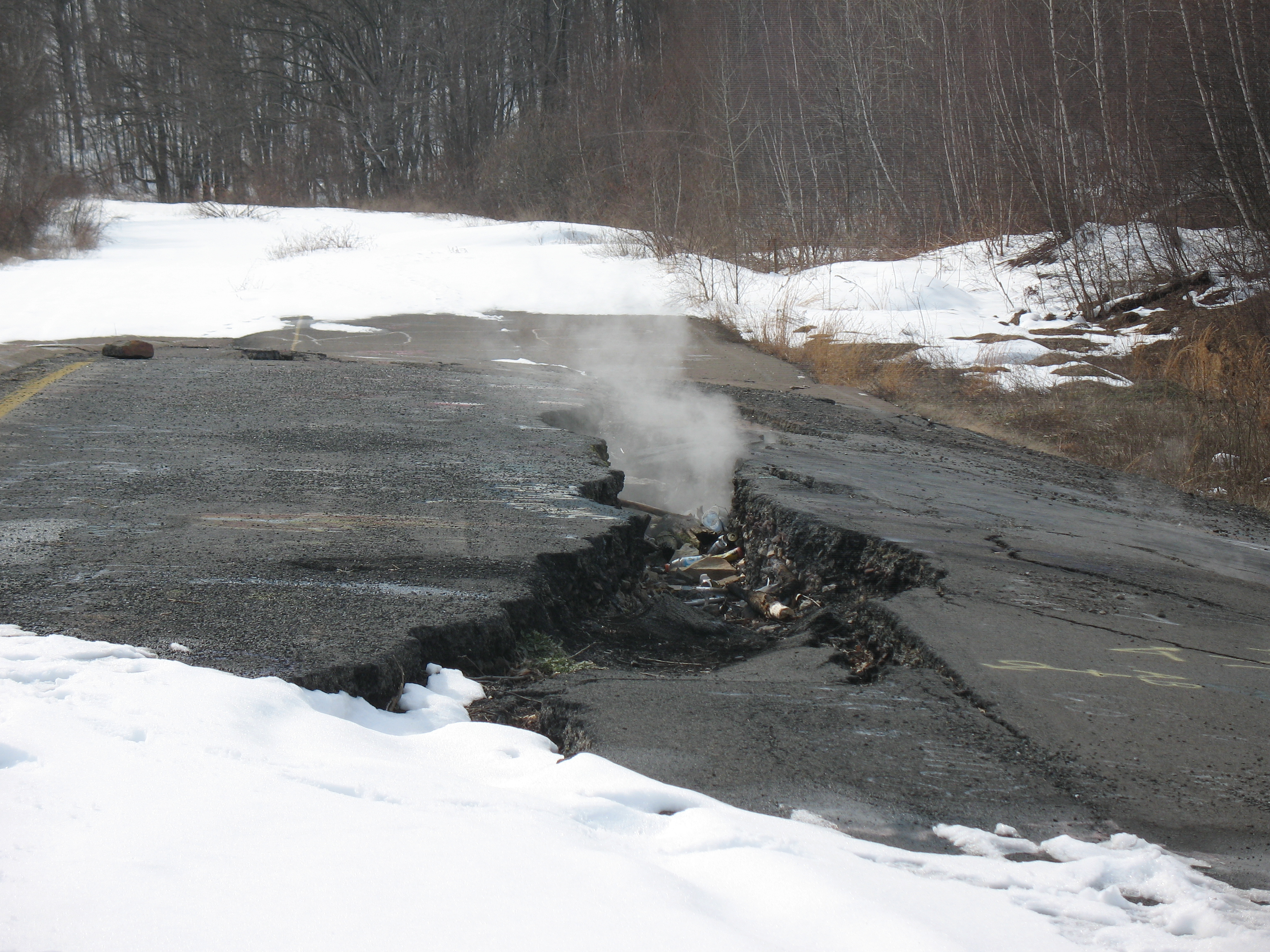
بخار يتصاعد من شق في الأرض في المنطقة المغلقة من الطريق السابق "بنسلفانيا 61" في عام 2010. ويُظهر ذوبان الثلج، الذي كان يغطي الأرض حول الشق، المناطق التي تتسرب منها الحرارة من باطن الأرض.

حريق منجم سنتراليا ( بالإنجليزية : The Centralia mine fire ) هو حريق في طبقات الفحم لا يزال مشتعلا في شبكة مناجم الفحم المهجورة أسفل بلدة سينتراليا، بنسلفانيا ، الولايات المتحدة ، منذ 27 مايو 1962 على الأقل.
السبب الأصلي وتاريخ اندلاع الحريق لا يزالان محل جدل حتى اليوم. يشتعل الحريق على أعماق تصل إلى 300 قدم (حوالي 90 مترًا)، ويمتد على مسافة 8 أميال (حوالي 13 كيلومترًا) تغطي مساحة تُقدّر بـ 3,700 فدان (حوالي 15 كيلومترًا مربعًا). بمعدله الحالي، قد يستمر هذا الحريق في الاشتعال لأكثر من 250 سنة.  بسبب الحريق، تم هجر معظم مدينة سنتراليا في الثمانينيات. كان عدد سكان المدينة حوالي 1,500 شخص عندما يُعتقد أن الحريق بدأ، لكن بحلول عام 2017، انخفض عدد السكان إلى 5 فقط، وتم هدم معظم المباني.

### الخلفية
في 7 مايو 1962، اجتمع مجلس بلدية سنتراليا لمناقشة اقتراب يوم الذكرى وكيفية تنظيف مكب النفايات الجديد في البلدة، والذي تم إنشاؤه في وقت سابق من نفس العام. كانت الحفرة التي اختيرت لتكون مكبّ النفايات بعرض 300 قدم وطول 75 قدمًا (91 × 23 مترًا)، وتتكوّن من منجم شريطي بعمق 50 قدمًا (حوالي 15 مترًا) كان قد حفره إدوارد ويتني (Edward Whitney) في عام 1935. وكانت هذه الحفرة قريبة جدًا من الركن الشمالي الشرقي لمقبرة "أود فِلوز" (Odd Fellows Cemetery). في ذلك الوقت، كان هناك ثمانية مكبات نفايات غير قانونية منتشرة في أنحاء سنتراليا. وكان هدف المجلس البلدي من إنشاء هذا المكبّ الجديد داخل إحدى حفر المناجم المهجورة هو وضع حد لعمليات الرمي العشوائي، خاصة بعد أن أجبرت القوانين الجديدة للولاية المدينة على إغلاق مكب سابق غرب مقبرة سانت إغناطيوس (St. Ignatius Cemetery). رغم اعتراض القائمين على مقبرة "أود فِلوز" بسبب قرب المكب من حدودها، إلا أنهم أدركوا أن النفايات العشوائية كانت مشكلة حقيقية، ورأوا في هذا المشروع حلًا عمليًا للتخلص منها.
في عام 1956، أصدرت ولاية بنسلفانيا قانونًا احترازيًا لتنظيم استخدام المكبّات في المناجم الشريطية، نظرًا لأن هذه المكبّات كانت معروفة بتسببها في حرائق مناجم مدمّرة. نصّ القانون على ضرورة حصول البلدية على تصريح خاص، بالإضافة إلى إخضاع المكبّات لفحوصات منتظمة. كان جورج سيغاريتوس (George Segaritus) ، مفتش مكبّات إقليمي، يعمل لصالح إدارة المناجم والصناعات المعدنية (DMMI)، قد أعرب عن قلقه بشأن الحفرة في سنتراليا بعدما لاحظ وجود ثقوب في جدرانها وأرضيتها. وغالبًا ما كانت مثل هذه المناجم الشريطية تقطع عبر مناجم أقدم تحتها، مما يزيد من خطورة انتشار الحريق. سيغاريتوس نبّه عضو المجلس البلدي جوزيف تايغ (Joseph Tighe) إلى أن الحفرة بحاجة إلى أن تُملأ بمواد غير قابلة للاشتعال قبل استخدامها كمكب.

### الحريق

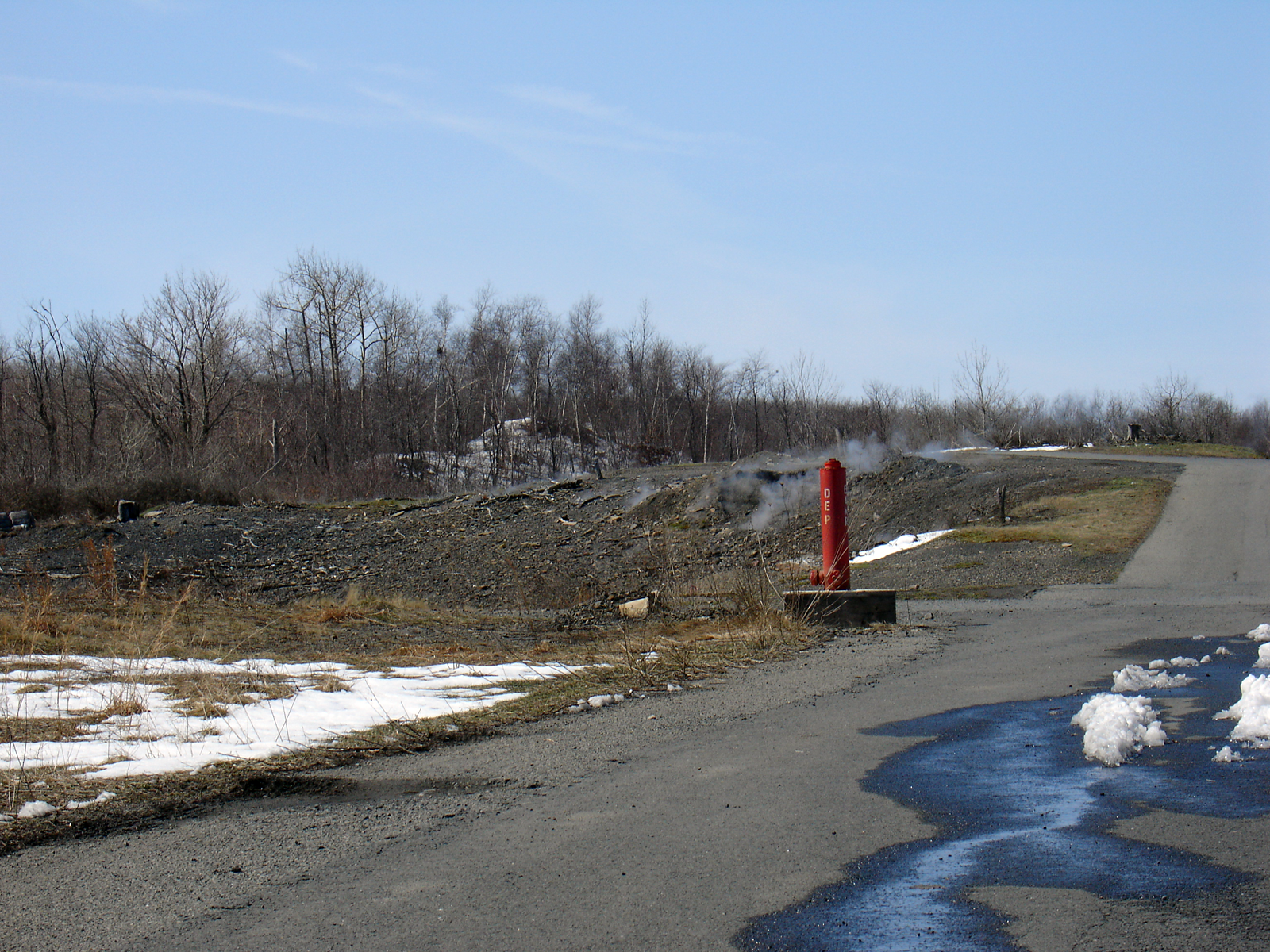
بروز طبقة الفحم المعروفة باسم "Buck Vein" على سطح الأرض.

"كان هذا عالمًا لا يمكن لأي إنسان أن يعيش فيه — أكثر حرارة من كوكب عطارد، وغلافه الجوي سام مثل غلاف زحل. في قلب الحريق، تجاوزت درجات الحرارة بسهولة 1000 درجة فهرنهايت (حوالي 540 درجة مئوية). وكانت غازات قاتلة مثل أول أكسيد الكربون وغيرها تتصاعد وتتسلل بين تجاويف الصخور."
— ديفيد ديكوك (David DeKok)، الخطر الخفي: مأساة الناس، الحكومة، وحريق منجم سنتراليا (دار نشر جامعة بنسلفانيا، 1986)

#### الخطة والتنفيذ

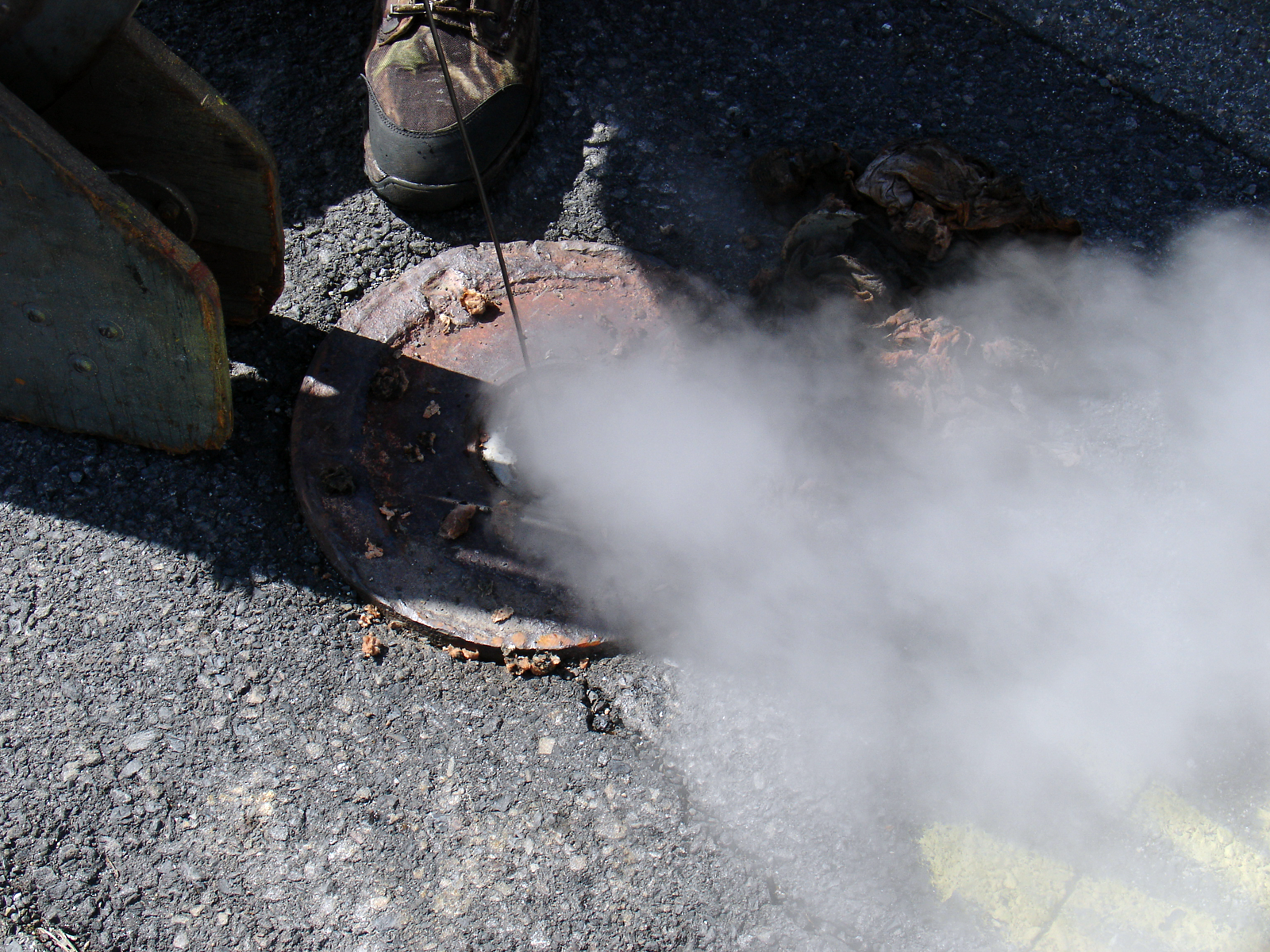
فتحة مراقبة تابعة لوزارة حماية البيئة (DEP).

قام المجلس البلدي بتنظيم عملية تنظيف لمكب النفايات في المنجم الشريطي، لكن محاضر الاجتماعات لم تذكر تفاصيل الطريقة المقترحة. يفترض ديكوك أن إشعال النار فيه لم يُذكر عمدًا لأن القانون كان يمنع إشعال النيران في المكبات. ومع ذلك، حدّد مجلس سينتراليا موعدًا للعمل، واستأجر خمسة من رجال الإطفاء المتطوعين للقيام بعملية التنظيف. تم إشعال النار في مكب النفايات يوم 27 مايو 1962 كجزء من عملية التنظيف، وتم استخدام الماء في تلك الليلة لإطفاء اللهب الظاهر. لكن في 29 مايو، شوهدت النيران مجددًا. فتم توصيل خراطيم المياه من شارع "لوكست أفينيو" (Locust Avenue) لمحاولة إخماد الحريق مرة أخرى في تلك الليلة. وفي الأسبوع التالي، بتاريخ 4 يونيو، اندلع الحريق مجددًا، مما استدعى تدخل فرقة الإطفاء في سينتراليا مرة أخرى لاستخدام الخراطيم لإطفائه. استخدموا جرافة لتحريك النفايات، حتى يتمكن رجال الإطفاء من الوصول إلى الطبقات المحترقة المخفية وإخمادها. بعد عدة أيام، اكتُشف ثقب بعرض 15 قدمًا (حوالي 4.6 أمتار) وارتفاع عدة أقدام عند قاعدة الجدار الشمالي للحفرة. كانت النفايات قد غطت هذا الثقب، مما منع ملأه بمواد غير قابلة للاشتعال. من المحتمل أن هذا الثقب هو ما أدى إلى وصول الحريق إلى شبكة المناجم القديمة تحت البلدة، لأنه وفّر ممرًا مباشرًا إليها. رغم كل محاولات الإطفاء، تشير الأدلة إلى أن المكب واصل الاشتعال. وفي 2 يوليو، قدّم المونسنيور ويليام ج. بورك (William J. Burke) شكوى بسبب الروائح الكريهة الناتجة عن احتراق القمامة والفحم التي وصلت إلى كنيسة سانت إغناطيوس. ومع ذلك، استمر مجلس بلدية سينتراليا في السماح برمي النفايات داخل الحفرة.
استجاب كلارنس "موش" كاشنر (Clarence "Mooch" Kashner)، رئيس نقابة عمال المناجم والمكسّرين والسائقين المستقلين، لدعوة من أحد أعضاء المجلس لزيارة سينتراليا وتفقد الوضع هناك. قام كاشنر بتقييم الأحداث واتصل بجوردون سميث (Gordon Smith)، مهندس في إدارة المناجم والصناعات المعدنية (DMMI) في بوتسفيل. أخبر سميث البلدة أنه يستطيع إزالة المواد المشتعلة باستخدام حفارة بخارية مقابل 175 دولارًا (ما يعادل حوالي 1,819 دولارًا في 2024). ثم تم الاتصال بآرت جويس (Art Joyce)، مفتش منجم من ماونت كارمل، الذي جلب معدات للكشف عن الغازات لفحص أبخرة البخار المتصاعدة من الشقوق في الجدار الشمالي لمكب النفايات. أظهرت الاختبارات أن الغازات المنبعثة من الثقب الكبير في جدار الحفرة ومن الشقوق الأخرى تحتوي على تركيزات من أول أكسيد الكربون شبيهة بتلك الموجودة في حرائق مناجم الفحم.

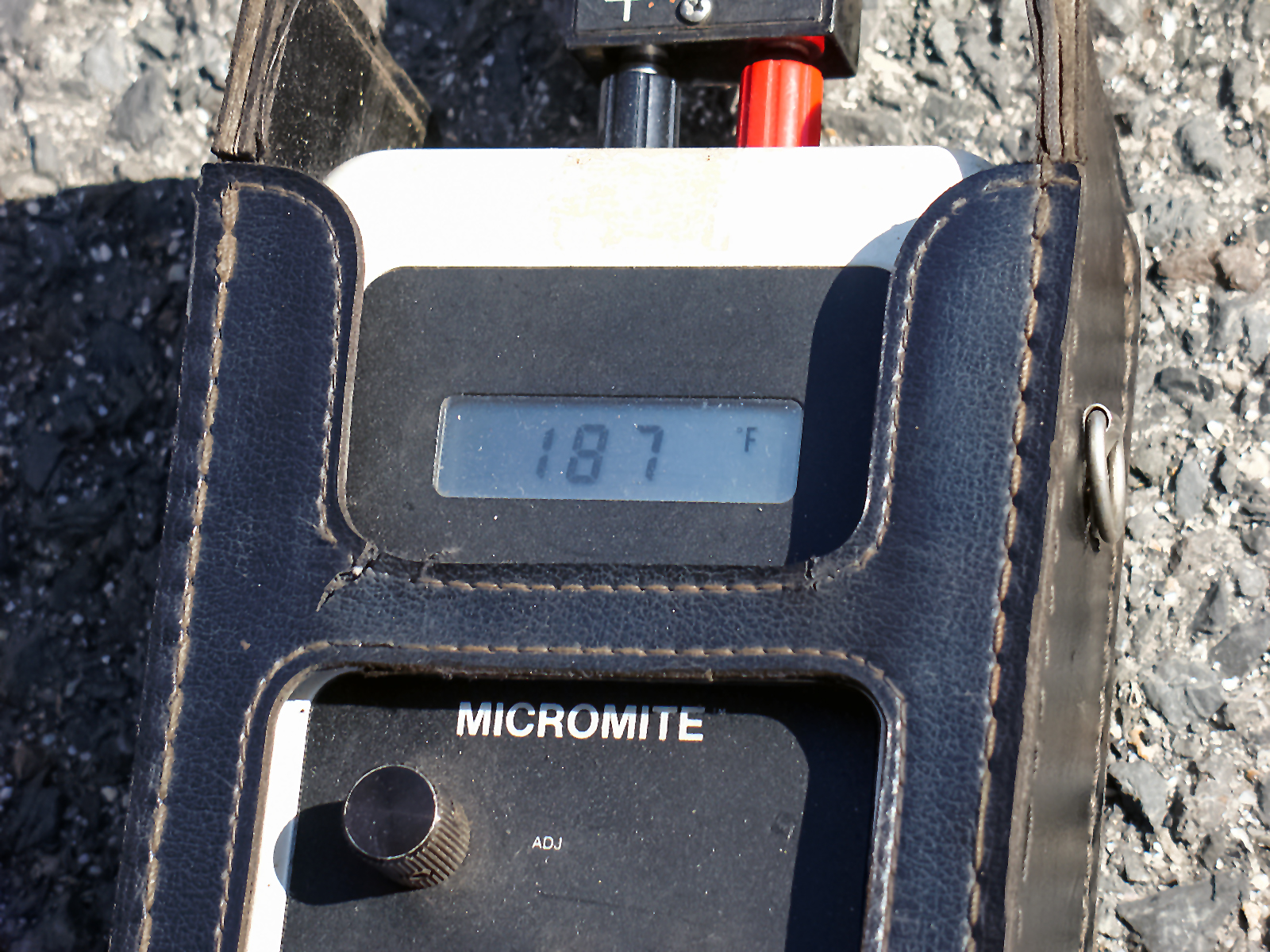
قراءة تحت الأرض سجلتها وزارة حماية البيئة (DEP) بلغت 187 درجة فهرنهايت (86 درجة مئوية).